# Лильо, Эусебио
Эусебио Лильо Роблес (исп. Eusebio Lillo Robles; 14 августа 1826, Сантьяго, — 8 июля 1910, там же) — чилийский политический и государственный деятель, поэт, журналист. Автор слов государственного гимна Чили.

## Биография
Экстерном учился в Национальном институте в Сантьяго, однако по семейным обстоятельствам учёбы не окончил.
В 18 лет написал своё первое стихотворение «На смерть Хосе Мигеля Инфанте», чилийского патриота.
Работал в Министерстве внутренних дел и одновременно — столичным корреспондентом газеты El Mercurio de Valparaiso.
В 1847 году по поручению руководства написал новый текст национального гимна, впервые опубликованного 17 сентября 1847 года в El Araucano.
Был членом общества «Молодые либералы Чили», организации, которая боролась за всеобщее равенство в обществе. В марте 1850 года стал одним из основателей и первым председателем «Общества равенства».
Сотрудничал с прессой, оппозиционной президенту Мануэлю Бульнесу.
В 1851 году в связи с революцией, ставшей первой попыткой привести либеральное правительство к власти в Чили, сторонником и пропагандистом которой он был, после прихода к власти Мануэля Монтта был арестован, отправлен в тюрьму и приговорен к смертной казни. Позже приговор заменили на изгнание, и он был сослан на юг страны, откуда он бежал в Лиму в Перу, а затем — Боливию.
Вернулся на родину в 1875 году. Тогда же был избран мэром Сантьяго и суперинтендантом Курико.
Участвовал во второй тихоокеанской войне в качестве дипломата и секретаря военно-морской эскадры.
Позже президент Хосе Мануэль Бальмаседа предложил ему должность министра внутренних дел, однако через месяц Э. Лильо оставил этот пост из-за споров с президентом.
В 1882—1888 годах был сенатором и вице-председателем сената Чили. В 1896 году был избран председателем Либерального альянса (Alianza Liberal).
Его племянниками были Бальдомеро Лильо (1867—1923), писатель и Самуэль Лильо (1870—1958), поэт и прозаик, лауреат Национальной премии Чили в области литературы (1947).

## Избранная поэзия
- Dos Almas
- La mujer limeña
- El Junco
- Rosa y Carlos
- El Imperial
- Una Lágrima
- Deseos
- Himno nacional (Национальный гимн)